# روکسبورو (کارولینای شمالی)
روکسبورو (به انگلیسی: Roxboro) شهری در ایالت کارولینای شمالی کشور ایالات متحده آمریکا است که جمعیت آن در سرشماری سال ۲۰۱۰ میلادی، ۸٬۳۶۲ نفر بوده‌است.